# Ліннділ (Юта)
Ліннділ (англ. Lynndyl) — місто (англ. town) в США, в окрузі Міллард штату Юта. Населення — 111 особа (2020).

## Географія
Ліннділ розташований за координатами 39°30′32″ пн. ш. 112°23′47″ зх. д. / 39.50889° пн. ш. 112.39639° зх. д. (39.508929, -112.396348).  За даними Бюро перепису населення США в 2010 році місто мало площу 9,21 км², уся площа — суходіл. В 2017 році площа становила 8,08 км², уся площа — суходіл.

## Демографія
Згідно з переписом 2010 року, у місті мешкало 106 осіб у 40 домогосподарствах у складі 29 родин. Густота населення становила 12 осіб/км².  Було 54 помешкання (6/км²).
Расовий склад населення:
| - 97,2 % — білих - 1,9 % — корінних американців - 0,9 % — вихідців з тихоокеанських островів |

До двох чи більше рас належало 0,0 %. Частка іспаномовних становила 2,8 % від усіх жителів.
За віковим діапазоном населення розподілялося таким чином: 26,4 % — особи молодші 18 років, 53,8 % — особи у віці 18—64 років, 19,8 % — особи у віці 65 років та старші. Медіана віку мешканця становила 44,0 року. На 100 осіб жіночої статі у місті припадало 86,0 чоловіків;  на 100 жінок у віці від 18 років та старших — 100,0 чоловіків також старших 18 років.
Середній дохід на одне домашнє господарство  становив 65 842 долари США (медіана — 68 750), а середній дохід на одну сім'ю — 76 167 доларів (медіана — 74 167). За межею бідності перебувало 8,7 % осіб, у тому числі 22,7 % дітей у віці до 18 років та 3,8 % осіб у віці 65 років та старших.
Цивільне працевлаштоване населення становило 39 осіб. Основні галузі зайнятості: мистецтво, розваги та відпочинок — 28,2 %, транспорт — 17,9 %, будівництво — 12,8 %, публічна адміністрація — 10,3 %.